# Cheumatopsyche albocincta
Cheumatopsyche albocincta är en nattsländeart som först beskrevs av Banks 1937.  Cheumatopsyche albocincta ingår i släktet Cheumatopsyche och familjen ryssjenattsländor. Inga underarter finns listade i Catalogue of Life.